# Wappen der finnischen Region Mittelfinnland
Wappen der finnischen Region Mittelfinnland

Diese Seite zeigt Wappen der finnischen Städte und Gemeinden der Region von Mittelfinnland.

## Städte und Gemeinden

Mittelfinnland
Hankasalmi
Joutsa
Jyväskylä
Jyväskylän maalaiskunta
Jämsä
Jämsänkoski
Kannonkoski
Karstula
Keuruu
Kinnula
Kivijärvi
Konnevesi
Korpilahti
Kuhmoinen
Kyyjärvi
Laukaa
Luhanka
Multia
Muurame
Petäjävesi
Pihtipudas
Pylkönmäki
Saarijärvi
Toivakka
Uurainen
Viitasaari
Äänekoski

## Wappen aufgelöster und alte Gemeinden

Konginkangas
Koskenpää
Leivonmäki
Pihlajavesi
Sumiainen
Suolahti
Säynätsalo
Äänekosken maalaiskunta
Äänekoski[37] (bis 2006)

## Wappenbeschreibung
1. ↑  In Silber ein balzender rotgeschnäbelter schwarzer Auerhahn (Birkhahn ?)
2. ↑  In Schwarz ein silberner Wellenbalken mit einem roten Schneeschuh
3. ↑  In Rot ein silberner Bogen mit einer goldenen Sehne und einem silbernen Pfeil mit goldener Spitze und Befiederung zum Schildhaupt zielend über einem silbernen Schildfuß der durch Tannenzweigschnitt abgeteilt ist
4. ↑  In Blau und Silber geteilt; oben ein silberner Merkurstab und unten ein braunes Boot in Front über drei blaue Wellenbalken. Auf den Schild ruht eine goldene Krone
5. ↑  In Rot drei goldene Kornähren über einem goldenen halben Zahnrad
6. ↑  In Rot ein Bündel von sieben Pfeilen aus Silber ist durch eine silberne Kette im Rand umgeben
7. ↑  In Rot ein Mühleisen aus Silber ist durch eine silberne Kette im Rand umgeben
8. ↑  In Rot mit erhöhtem silbernen Wellenschildfuß ein silberner ausgerissener Baumstumpf
9. ↑  In Rot ein silbernes Ankerkreuz mit einem mittigen Schlüsselloch in Rot
10. ↑  In Rot zwei silberne gekreuzte Dreschflegel unter einem silbernen Schildhaupt mit einem schwarzen Boot
11. ↑  In Silber drei nach schräglinks liegende Aststücke in Schwarz und Rot
12. ↑  Im Silber ein schwarzer rotbewehrter Hahn auf einem an der Unterseite gewelltem roten Stück stehen
13. ↑  In Rot eine silberne Zange
14. ↑  In Gold ein schräger Linkwellenbalken mit drei nach der Figur belegten silbernen rotfüßigen und rotschnäbligen Schwäne mit flugbereiten Flügeln
15. ↑  In Silber drei rote Balken mit Wellenschnitt an den Oberseiten
16. ↑  In Blau eine silberne aufwärtsgewundene Schlange neben der wellengeschnittenen Linksflanke in Silber
17. ↑  In Silber ein mit grünem Tannenzweig bestecktes rotes Herz
18. ↑  In Grün ein goldbewehrtes silbernes Tier mit drei goldenen fußgespitzten Tatzenkreuzen begleitet
19. ↑  In Schwarz eine goldene Ameise
20. ↑  In Rot eine silberne Moltebeere mit zwei Blättern und einer goldenen Frucht
21. ↑  In Silber eine schwarze ausgerissene Kiefer mit zwei Zapfen über einem roten Wellenschildfuß
22. ↑  Schräggeviert in Silber und Schwarz mit zwei aufrechten silbernen Pfeilspitze
23. ↑  In Silber und Blau durch Tannenschnitt geteilt oben ein blaues gemeines Kreuz und unten ein goldener Bogenschildfuß
24. ↑  In Silber zwei schwarze Balken und dazwischen ein roter. Alle haben oben einen Zahnschnitt
25. ↑  In Rot ein silbergekleideter goldbehaarter Bauer mit goldenen Schuhen und goldenem Saatkasten mit Schulterriemen umgehangen und mit der rechten Hand samenstreuend
26. ↑  In Grün eine goldene eingebogene Spitze mit sechsspeichigem grünen Rad
27. ↑  In Rot sieben (1; 2; 1; 2; 1) silberne kleine Maränen
28. ↑  In Blau drei silberne fliegende Kraniche
29. ↑  In Silber ein grüner Balken mit einem ruderlosen goldenem Boot
30. ↑  In Rot mit einem silbernen halben Mühlrad und Silber geteilt und von einer Kette in den verwechselten Farben umgeben
31. ↑  In Rot auf einem silbernen Bogenschildfuß ein goldener Vogel, mit hochgeschlagenen Flügeln auf einem Bein stehend
32. ↑  In Silber ein ausgerissener grüner Vogelbeerbaum mit vier beblätterten Zweigen und zwei roten Fruchtständen
33. ↑  In Blau vierzehn (4, 3, 4, 3) silberne Tränen
34. ↑  In Blau drei silberne fliegende Kraniche
35. ↑  In Rot aus einem silbernen Zahnrad wächst unten ein Tannenzweig zur Mitte
36. ↑  In Silber eine rote Bogenbrücke mit halbrunden Widerlagern
37. ↑  In Schwarz ein schräger rechter Wellenbalken mit drei roten Hifthörnern